# シノーポリ
シノーポリ（イタリア語: Sinopoli）は、イタリア共和国カラブリア州レッジョ・カラブリア県にある、人口約2,000人の基礎自治体（コムーネ）。

## 地理

### 位置・広がり

#### 隣接コムーネ
隣接するコムーネは以下の通り。
- コゾレート
- オッピド・マメルティーナ
- ロッカフォルテ・デル・グレーコ
- ログーディ、 サン・プロコーピオ
- サンテウフェーミア・ダスプロモンテ
- シッラ